# Stanisław Gorczyca (polityk)
Stanisław Andrzej Gorczyca (ur. 27 lipca 1958 w Miłomłynie) – polski polityk i samorządowiec, poseł na Sejm IV, V i X kadencji (2001–2007, od 2023), senator VII i VIII kadencji (2007–2015).

## Życiorys
Ukończył w 1984 studia inżynierskie na Akademii Rolniczo-Technicznej w Olsztynie, a dwa lata później studia magisterskie na Wydziale Ekonomicznym tej uczelni. Odbył też studia podyplomowe z zakresu samorządu terytorialnego na Uniwersytecie Warszawskim. W 2011 uzyskał stopień doktora nauk biologicznych na Uniwersytecie Pedagogicznym im. Komisji Edukacji Narodowej w Krakowie.
Do 1990 pracował jako nauczyciel. W latach 1990–1998 sprawował funkcję wójta gminy Miłomłyn, następnie do 2001 był burmistrzem miasta i gminy Miłomłyn.
Działa w organizacjach regionalnych, m.in. jako przewodniczący zgromadzenia Związku Gmin Kanału Ostródzko-Elbląskiego i Pojezierza Iławskiego i członek zarządu Warmińsko-Mazurskiego Stowarzyszenia Pomocy Dziecku i Rodzinie w Szymonowie.
W 1993 bez powodzenia kandydował do Sejmu z listy Unii Demokratycznej w Olsztynie. Z ramienia Platformy Obywatelskiej w 2001 i w 2005 uzyskiwał mandat posła na Sejm IV i V kadencji w okręgu elbląskim. W wyborach parlamentarnych w 2007 kandydował do Senatu, wygrywając wybory w tym samym okręgu z wynikiem 89 766 głosów. W 2011 z powodzeniem ubiegał się o reelekcję, w nowym okręgu jednomandatowym dostał 33 627 głosów.
W 2015 nie został wybrany na kolejną kadencję. W styczniu 2016 objął funkcję sekretarza miasta w Olsztynie. W 2018 uzyskał mandat radnego sejmiku warmińsko-mazurskiego. W 2019 ponownie bez powodzenia kandydował do Senatu. W wyborach parlamentarnych w 2023 uzyskał mandat posła X kadencji, kandydując z ramienia Koalicji Obywatelskiej w okręgu elbląskim i otrzymując 7979 głosów. W Sejmie X kadencji został członkiem Komisji do Spraw Petycji oraz Komisji Ochrony Środowiska, Zasobów Naturalnych i Leśnictwa.

## Wyniki w wyborach ogólnopolskich
| Wybory | Komitet wyborczy    | Komitet wyborczy      | Organ            | Okręg            | Wynik           |
| ------ | ------------------- | --------------------- | ---------------- | ---------------- | --------------- |
| 1993   |                     | Unia Demokratyczna    | Sejm II kadencji | nr 29            | 860 (0,33%)     |
| 2001   |                     | Platforma Obywatelska | Sejm IV kadencji | nr 34            | 4293 (2,19%)    |
| 2005   | Sejm V kadencji     | Platforma Obywatelska | 5822 (3,50%)     | nr 34            |                 |
| 2007   | Senat VII kadencji  | Platforma Obywatelska | nr 33            | 89 766 (38,68%)  |                 |
| 2011   | Senat VIII kadencji | Platforma Obywatelska | nr 85            | 33 627 (35,70%)  |                 |
| 2015   | Senat IX kadencji   | Platforma Obywatelska | nr 85            | 31 367 (33,06%)  |                 |
| 2019   |                     | Koalicja Obywatelska  | nr 85            | Senat X kadencji | 43 947 (35,90%) |
| 2023   | Sejm X kadencji     | Koalicja Obywatelska  | nr 34            | 7979 (2,67%)     |                 |

## Odznaczenia
- Medal Przyjaźni – Mongolia, 2010[13][14]